# Book of Ballymote

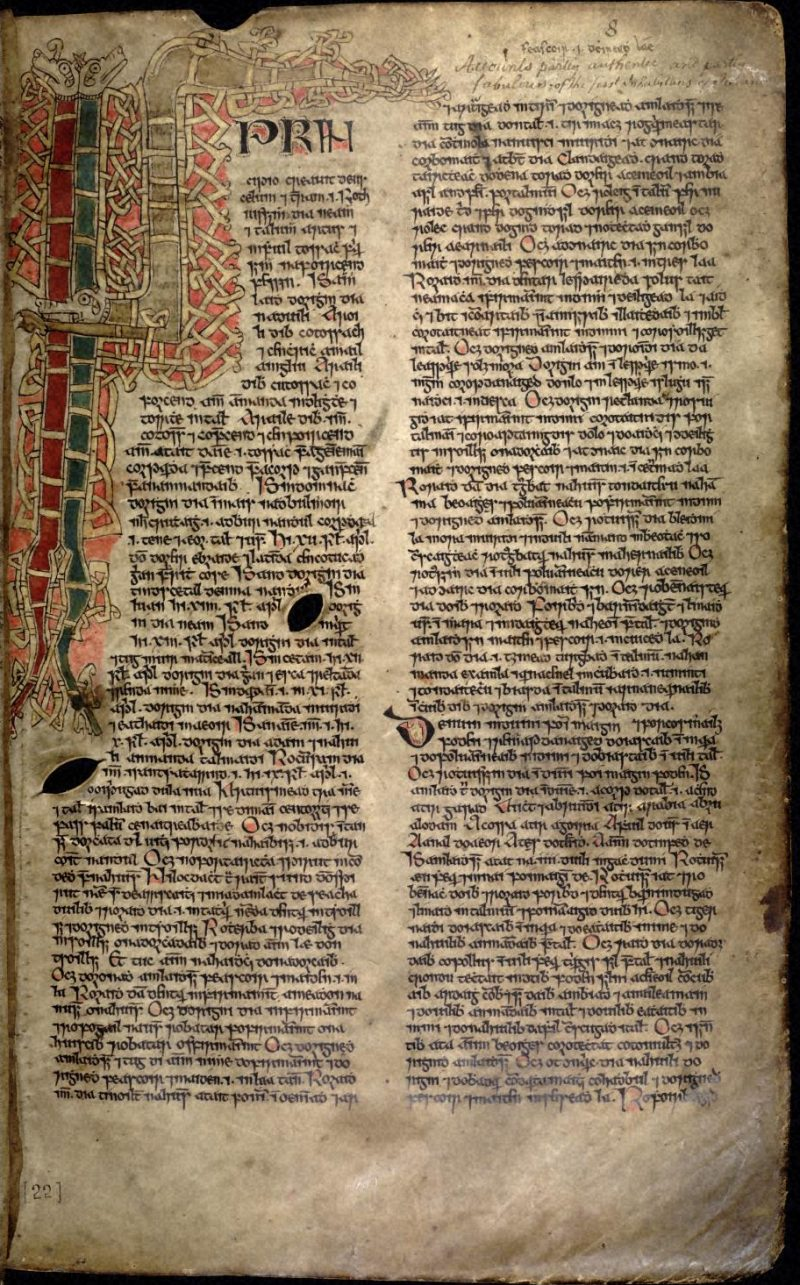
Fol. 8r

Das Book of Ballymote (Leabhar Bhaile an Mhóta, RIA MS 23 P 12, 275 foll.) ist eine mittelalterliche Zusammenstellung historischer, hagiografischer und anderer literarischer Texte. Das nach der Pfarrei von Ballymote im irischen County Sligo benannte Buch wurde im Jahre 1390 oder 1391 verfasst.

## Geschichte und Inhalt
Es wurde von den Schriftstellern Solam Ó Droma, Robertus Mac Sithigh und Magnus Ó Duibhgennain auf Bestellung von Tonnaltagh McDonagh erstellt. Das Manuskript verblieb bis 1522 im Besitz seines Clans,  als es seitens Aed Óg O’Donnell, Prinz von Tír Conaill, für 140 Milchkühe käuflich erworben wurde. Im Jahre 1620 wurde es dem Trinity College, Dublin, geschenkt, später aus der Bibliothek gestohlen und erst im Jahre 1785 der Royal Irish Academy anlässlich ihrer Gründung durch den Chevalier O’Gorman zurückgegeben, der es angeblich von der Witwe eines Mühlenbauers in Drogheda für 20 Pfund gekauft hatte.
Die erste Seite des Werks enthält eine Zeichnung der Arche Noah. Die erste geschriebene Seite fehlt und die zweite Seite beschreibt die Zeitalter der Welt. Danach folgen:
- eine Beschreibung der Geschichte der Juden (2r)
- ein Lebenslauf von Saint Patrick (6r)
- eine Abschrift des Lebor Gabála Érenn (8r)
- Tecosca Cormaic „König Cormacs Anweisungen“ und weitere Geschichten den König (Cormac mac Airt) betreffend
- Triads of Ireland
- Geschichten über Fionn mac Cumhail und Brian Borumh
- verschiedene Genealogien von Klans und Königen
  - Christliche Könige von Ulster (34v)
  - Christliche Könige von Leinster (35v)
  - Christliche Könige von Connaught (37v)
  - über die Munster Familien (97r)
  - Dál gCais (102v)
- Regeln verschiedener Maße irischer Verskunst (157r)
- die einzig bekannte Abschrift des Auraicept na nÉces „Leitfaden für die gelehrten Dichter“ (169r)
- das Lebor na Cert (Buch der Rechte) (181r)

Das Buch endet mit verschiedenen griechischen und lateinischen Fragmenten über den Fall Trojas, einschließlich eines Fragments der Aeneis.

## Ausgaben
- Robert Atkinson. NY: AMS Press, ISBN 0-404-17535-X
- O’Donovan, The Book of Rights, ed. and trans. 1847.
- The Book of Ballymote: Photographic facsimile with introduction by R. Atkinson, (Dublin 1887).